# USERJOY JAPAN
USERJOY JAPAN株式会社（ユーザージョイ ジャパン）は日本のオンラインゲーム運営会社。台湾のオンラインゲーム開発・運営を手掛けるUSERJOY Technologyの日本法人である。

## USERJOY JAPAN運営のオンラインゲーム

### 現行
- ラスト・エリュシオン（2018年4月10日正式サービス開始）
- Angel Love Online（2015年5月1日キューエンタテインメントより運営移管）
- 三国群英伝ONLINE
- sin 七つの大罪 X-TASY（2021年6月2日正式サービス開始）

### 過去
- MASTER OF MARTIAL (2009年8月4日正式サービス開始[3]、2010年12月4日サービス終了[4]) ※上海大承網絡技術開発
- Le Ciel Bleu 〜ル・シエル・ブルー〜 (2010年1月12日正式サービス開始[5]、2015年9月28日サービス終了[6]) ※台湾FUN YOURS Technology開発
- 三国カオス (2010年10月15日サービス開始[7]、2011年10月22日サービス終了[8])
- LEGEND of VALHALLA 〜レジェンド オブ ヴァルハラ〜 (2011年7月29日正式サービス開始[9]、2013年6月25日サービス終了[10]) ※台湾FUN YOURS Technology開発
- 三国群英伝ONLINE2 (2011年9月23日正式サービス開始[11]、2015年10月19日サービス終了[12])
- 燐光のレムリア ～Lemuria of phosphorescent～ (2012年10月19日正式サービス開始[13]、2018年1月12日サービス終了[14]) ※台湾FUN YOURS Technology開発
- 幻想戦記 (2013年11月22日正式サービス開始[15]、2015年10月2日サービス終了[16]) ※台湾FUN YOURS Technology開発
- 燐光のレムリア for Mobile (後のLEMURIA～失われた女神の大陸、2014年3月7日サービス開始[17]、年内サービス終了) ※台湾FUN YOURS Technology開発
- ロボットガールズZ ONLINE (2014年6月5日正式サービス開始、2021年5月6日サービス終了)
- 落桜散華抄 (2014年5月22日サービス開始[18]、2015年3月30日サービス終了[19]) ※台湾Chinese Gamer International開発
- 英雄伝説 暁の軌跡（2016年8月31日正式サービス開始、2024年6月12日サービス終了[20]）
- 万物乙女☆ダンジョンズ (2017年8月29日正式サービス開始[21]、2017年8月29日サービス終了[22])
- 万物乙女☆ダンジョンズ PS4/PS Vita版 (2017年12月21日正式サービス開始[23]、2018年8月7日サービス終了[24])

#### 運営中止
- あいどる麻雀 雀姫 -JYAN KI- (2010年4月28日トライアルβテスト開始[25]、正式サービス中止)